# Can You Hear Me? (песня Дэвида Боуи)
«Can You Hear Me?» — песня — баллада Дэвида Боуи с его альбома The Gouster, выпущенном в 2016 году и альбома Young Americans, выпущенном в марте 1975 года. Боуи называл эту песню «настоящей любовной песней», написанной для кого то в своём воображение, но он не успел их распознать. Она была выпущена синглом в ноябре 1975 года на стороне «Б» песни «Golden Years».
Крис О’Лири писал, что песня «Can You Hear Me?» со всеми своими грехами и «беспокойством» — «величественная, одно только вступление — произведение искусства»: «Однажды мы были любовниками / Могли ли они это понять? / Ближе чем все к тебе, Я был твоим / Я был твоим любовником». На альт-саксофоне играет Дэвид Санборн, его партия вступает на третьем припеве, «и начинает конкурировать с вокальной партией». Аранжировка и «маленький сбор голосов» скрывают «жалкого человека в сердце песни».
Песня была написана Дэвидом Боуи, продюсерами выступили: Боуи, Тони Висконти и Гарри Маслин; звукоинженер: Карл Паруоло. Бэк-вокал исполняет 24 летний Лютер Вандросс в самом начале своей карьеры.

## Запись
Тогда песня называлась «Take It In Right», она была записана 1 января 1974 года на Olympic Studios в Барнсе, Лондон. Как и «Can You Hear Me?» она была включена в соул-альбом Боуи The Gouster, записанный в 1974, он был выпущен посмертно на бокс-сете Who Can I Be Now? (1974–1976) в 2016 году.
В 1974 году Боуи решил пригласить шотландскую певицу Лулу для записи этой песни, которую они записывали совместно 25 марта на той же студии Olympic и 17 апреля на студии лейбла RCA в Нью-Йорке. Это случилось во время сессии в Нью-Йорке, когда Боуи впервые встретился с гитаристом Карлосом Аломаром, который стал частью его коллектива. Боуи верил, что Лулу имеет огромный потенциал, чтобы стать великой соул-певицей. «Лулу имеет потрясающий голос, но она его никогда не использовала всё это время, все эти годы», — сказал он в интервью 1974 года. «Люди смеются сейчас, но через 2 года перестанут, вы увидите! Я записал с ней песню — 'Can You Hear Me' — и это больше её заслуга. У неё самый настоящий душевный голос, она способна передать чувства как Арета, очень жаль, что она не стала так петь раньше». Он сказал, что хочет отвести её в Мемфис и записать с ней и какой-нибудь сессионной группой, например, Вилла Митчелла — альбом. Обращаясь к Николасу Пеггу, версия песни «Can You Hear Me?» в исполнении Лулу это «один из потерянных граалей для фанатов Дэвида Боуи».
C 13 по 18 августа 1974 года, Боуи записывал «Can You Hear Me?» на студии Sigma Sound Studios в Филадельфии для альбома Young Americans. В августе 1975 года он сказал Энтони О’Гради в интервью журналу New Musical Express: «'Can You Hear Me' была написана для кого-то, но я не скажу для кого. Это настоящая песня о любви. И я не шучу». Он исполнил эту песню в живую вместе с Шер 23 ноября на The Cher Show на канале CBS.

## Участники записи
- Продюсеры:
  - Дэвид Боуи
  - Тони Висконти
  - Гарри Маслин
- Струнные аранжировки:
  - Тони Висконти
- Звукоинженер
  - Карл Паруоло
- Музыканты:
  - Дэвид Боуи: вокал
  - Карлос Аломар: ритм-гитара
  - Майк Гарсон: пианино
  - Дэвид Санборн: альт-саксофон
  - Вилли Викс: бас гитара
  - Энди Ньюмарк: барабаны

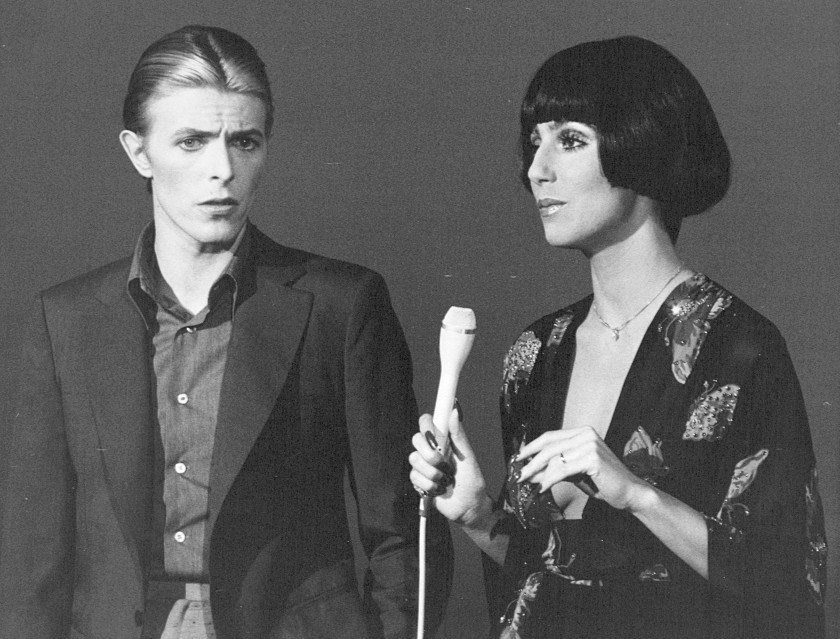
Боуи и Шер исполняют «Can You Hear Me?» 23 ноября 1975 года

  - Лари Вашингтон и возможно Пабло Росарио: конги
  - Лютер Вандросс, Ава Черри, Робин Кларк, возможно Диана Самлер и Энтони Хинтон: бэк-вокал
  - Неизвестно: струнные[4]